# NGC 5584
NGC 5584 là một thiên hà xoắn ốc dạng thanh, có chiều dài hơn 50.000 năm ánh sáng, nằm cách xa 72 triệu năm ánh sáng trong chòm sao Xử Nữ.
Các khu vực màu xanh lam trong hình ảnh của Kính viễn vọng Không gian Hubble là những ngôi sao trẻ, khu vực tối hơn là các đường bụi, trong khi các điểm màu đỏ và các mảnh vỡ là các thiên hà trong nền.
250 biến Cepheid đã được quan sát trong NGC 5584.
Hình ảnh này là tổng hợp của một số phơi sáng được chụp trong ánh sáng khả kiến giữa tháng 1 và tháng 4 năm 2010 với Máy ảnh trường rộng 3 của Hubble.